# Tây Hán diễn nghĩa
Tây Hán diễn nghĩa (chữ Hán: 西漢演義), tên đầy đủ là Tây Hán thông tục diễn nghĩa (chữ Hán: 西漢通俗演義) hay Tây Hán diễn nghĩa truyện (chữ Hán: 西漢演義傳) một bộ tiểu thuyết lịch sử chương hồi của Trung Quốc, gồm 101 hồi. Tây Hán diễn nghĩa còn được biết tới ở Việt Nam với tên gọi Hán Sở diễn nghĩa hay Hán Sở tranh hùng. Tây Hán diễn nghĩa được viết bởi tác giả Chân Vĩ (甄伟), hiệu Chung Sơn cư sĩ (钟山居士), tiểu sử không rõ.

## Tác giả[1]
Chân Vĩ là một văn nhân của đất Kim Lăng, Trung Quốc, sống dưới thời Vạn Lịch (1572 - 1620). Người đời sau chỉ biết đến ông qua trước tác Hán Sở diễn nghĩa, còn cuộc đời và hành trạng của ông đến nay vẫn còn là một ẩn số.
Hán Sở diễn nghĩa thuật lại cuộc tranh hùng trục lộc giữa Hán và Sở - hai thế lực mạnh nhất sau khi nhà Tần sụp đổ. Không đơn thuần là kể lại lịch sử, tác phẩm đã đạt đến "trong văn có sử", văn và sử tương hỗ nhau một cách nhuần nhuyễn; các nhân vật cũng được đắp thịt thổi hồn với những nét tính cách riêng hết sức sống động. Nhờ vậy, từ khi ra đời cho đến nay, Hán Sở diễn nghĩa luôn được độc giả yêu thích dòng văn "diễn nghĩa" đón nhận nồng nhiệt.

## Nội dung
Tiểu thuyết Tây Hán diễn nghĩa bắt đầu từ các sự kiện Tần Trang Tương vương (Doanh Dị Nhân) và người kế vị Tần vương Chính (Doanh Chính) đánh bại 6 nước, thống nhất Trung Hoa. Tần vương Chính xưng Hoàng đế, hiệu Tần Thủy Hoàng, thi hành bạo chính, đến tuổi già lại sợ hãi, sai Từ Phúc đi thuyền tìm kiếm thuốc trường sinh. Tần Thủy Hoàng chết ở Sa Khâu, gian thần Lý Tư, Triệu Cao bèn dùng kế hãm hại Phù Tô, Mông Điềm, dựng Hồ Hợi lên làm hoàng đế bù nhìn. Triều Tần lung lay. (Hồi 1 - Hồi 9)
Dân chúng bất mãn với nhà Tần, nổi dậy nhiều nơi, trong số các nghĩa quân có lục lượng của Lưu Bang là lưu manh ở huyện Bái, chém rắn khởi nghĩa và Hạng Vũ là con cháu thế tộc nước Sở. Các nước bị Tần diệt lại được lập lại, tôn Sở Nghĩa đế làm minh chủ. Nghĩa đế cho Lưu Bang và Hạng Vũ chia quân hai đường tiến vào Hàm Dương, hứa ai đến trước sẽ được làm vua nước Tần. Lưu Bang tiến quân nhanh chóng, vua Tần Tử Anh đầu hàng. Hạng Vũ tới sau, vi ước, xưng Vương, chém Tử Anh, còn định giết Lưu Bang, dùng danh nghĩa Nghĩa đế phân phong chư hầu. (Hồi 10 - Hồi 26)
Hạng Vũ phân phong chư hầu không công bằng, dẫn tới chư hầu tạo phản, Hán vương Lưu Bang đứng đầu liên quân chống Sở. Chiến tranh Hán-Sở nổ ra, ban đầu Lưu Bang thường thua. Cuối cùng nhờ sự góp sức của Hàn Tín và các tướng đánh bại Hạng Vũ. Hạng Vũ tự sát ở Ô Giang. Lưu Bang thắng lợi, lập ra triều Hán, xưng đế, tức Hán Cao Tổ. (Hồi 27 - Hồi 84)
Sau khi lên ngôi hoàng đế, Hán Cao Tổ dung túng cho Lã hậu tru diệt các công thần Hàn Tín, Bành Việt, Anh Bố. Hán Cao Tổ đem quân đánh Hung Nô, bị vây ở Bạch Đăng, phải khuất nhục ký hòa ước. Cuối cùng Cao Tổ chết, Hán Huệ đế lên ngôi, Lã hậu kiểm soát triều đình, thiên hạ thái bình. (Hồi 85 - Hồi 101)

## Danh sách hồi[5]
- Hồi 1: Tần bại binh, Dị Nhân bị bắt
- Hồi 2: Bất Vi xem tướng biết Dị Nhấn
- Hồi 3: An Quốc quân khắc phù tự lập
- Hồi 4: Mưu Dị Nhân tư thông Chu thị
- Hồi 5: Bất Vi trộm Dị Nhân về nước
- Hồi 6: Lã Chính lên ngôi, Tần tuyệt tự
- Hồi 7: Thủy Hoàng mệnh Từ Phúc cầu tiên
- Hồi 8: Trương Lương sai lực sĩ đánh xe
- Hồi 9: Triệu Cao sửa chiếu lập Hồ Hợi
- Hồi 10: Núi Mang Đãng, Lưu Quý chém rắn
- Hồi 11: Thành Cối Kê, Hạng Lương khởi nghĩa
- Hồi 12: Phạm Tăng hiến kế dựng nước Sở
- Hồi 13: Chương Hàm cướp trại phá Hạng Lương
- Hồi 14: Hạng Vũ giết Tống Nghĩa cứu Triệu
- Hồi 15: Hạng Vũ chín lần thắng Chương Hàm
- Hồi 16: Hàn Tín hỏa công phá Chương Hàm
- Hồi 17: Hạng Vũ cho Chương Hàm xin hàng
- Hồi 18: Thu Lịch sinh, mưu mượn Trương Lương
- Hồi 19: Cung Vọng Di, Nhị Thế bị hại
- Hồi 20: Lưu Bái công lui quân Bá Thượng
- Hồi 21: Phạm Tăng chiêm tinh biết hưng suy
- Hồi 22: Hạng Bá đang đêm cứu Trương Lương
- Hồi 23: Mừng phá Tần, Hồng Môn thiết yến
- Hồi 24: Giết Tử Anh, tàn sát Hàm Dương
- Hồi 25: Hạng Vũ trái ước tiếm vương hiệu
- Hồi 26: Bá vương phong chư hầu thiên hạ
- Hồi 27: Trần Bình định kế cứu Hán vương
- Hồi 28: Trương Tử Phòng thiêu rụi sạn đạo
- Hồi 29: Trương Lương lại vì Hàn báo thù
- Hồi 30: Bá vương cự gián nấu Hàn Sinh
- Hồi 31: Trương Lương bán kiếm, thuyết Hàn Tín
- Hồi 32: Bá vương trên sông giết Nghĩa đế
- Hồi 33: Hàn Tín bỏ Sở, rời Hàm Dương
- Hồi 34: Hàn Tín hỏi đường, giết tiều phu
- Hồi 35: Bao Trung, Hàn Tín gặp Đằng công
- Hồi 36: Tiêu Hà sửng sốt tài Hàn Tín
- Hồi 37: Hàn Tín làm trị túc đô úy
- Hồi 38: Tiêu Hà dưới nguyệt tìm Hàn Tín
- Hồi 39: Được xem thư, lập đàn bái tướng
- Hồi 40: Tiêu Hà nghị tội tha Phàn Khoái
- Hồi 41: Hàn Tín chấp pháp chém Ân Cái
- Hồi 42: Sai Phàn Khoái sửa sang sạn đạo
- Hồi 43: Hàn Tín lập kế lừa Chương Bình
- Hồi 44: Dụ phụ lão, Hán vương ban đức
- Hồi 45: Tân Kỳ đánh hổ, gặp Hàn Tín
- Hồi 46: Hàn Tín hỏa công phá Chương Hàm
- Hồi 47: Dìm Phế Khâu, Tam Tần an định
- Hồi 48: Hàn Tín dùng kế lấy Hàm Dương
- Hồi 49: Trương Lương thuyết Ngụy Báo theo Hán
- Hồi 50: Điệu Lục Giả, đánh lừa Thân Dương
- Hồi 51: Vương Lăng đón Lưu Thái công vào Hán
- Hồi 52: Phàn Khoái hàng phục Tư Mã Ngang
- Hồi 53: Lo Sở phạt, Trần Bình theo Hán
- Hồi 54: Đổng Tam Lão đón đường thuyết Hán
- Hồi 55: Sở Bá vương đại chiến Bành Thành
- Hồi 56: Hán vương thu quân về Huỳnh Dương
- Hồi 57: Trương Lương dụ Hàn Tín đánh Sở
- Hồi 58: Dùng xa chiến, Hàn Tín thắng Sở
- Hồi 59: Hứa Phụ thuyết Ngụy Báo phản Hán
- Hồi 60: Biết Hán hưng, mẹ Lăng tự vẫn
- Hồi 61: Hàn Tín chém Hạ Duyệt, Trương Đồng
- Hồi 62: Thế dựa sông, Hàn Tín phá Triệu
- Hồi 63: Mắc phản giản, Phạm Tăng bị biếm
- Hồi 64: Ra khỏi thành, Kỷ Tín lừa Sở
- Hồi 65: Chu Hà, Tung Công cùng tử tiết
- Hồi 66: Hán vương tới thành Triệu đoạt ấn
- Hồi 67: Sở Bá vương giành lại Ngoại Hoàng
- Hồi 68: Lịch Dị Cơ thuyết Tề hàng Hán
- Hồi 69: Nấu Lịch sinh, Hàn Tín bội ước
- Hồi 70: Hàn Tín mang cát chém Long Thư
- Hồi 71: Khoái Triệt thuyết Hàn Tín phản Hán
- Hồi 72: Bá vương phục nỏ bắn Hán vương
- Hồi 73: Núi Quảng Vũ, Hán, Sở hội binh
- Hồi 74: Đem Thái công ép Hán thoái binh
- Hồi 75: Chỉ Hồng Câu, cắt đất giảng hòa
- Hồi 76: Hán, Sở giao binh ở Cố Lăng
- Hồi 77: Trương Lương hội chư hầu phạt Sở
- Hồi 78: Đại binh Hán vương rời Thành Cao
- Hối 79: Chu Lan can Bá vương ra quân
- Hồi 80: Cửu Lý Sơn mười mặt mai phục
- Hồi 81: Sở Bá vương đại chiến Cai Hạ
- Hồi 82: Tử Phòng hát khiến tan quân Sở
- Hồi 83: Bá vương bên trướng biệt Ngu Cơ
- Hồi 84: Sở Bá vương tự vẫn Ô Giang
- Hồi 85: Đổi phong nước Sở cho Hàn Tín
- Hồi 86: Tề nghĩa sĩ Điền Hoành tử tiết
- Hồi 87: Lâu Kính bàn dời đô Hàm Dương
- Hồi 88: Hán đế giả ra chơi Vân Mộng
- Hồi 89: Hán Cao đế binh khốn Bạch Đăng
- Hồi 90: Trương Lương đi theo Xích Tùng Tử
- Hồi 91: Trần Hy giữ Triệu, Đại mưu phản
- Hồi 92: Hán Cao đế đóng quân Hàm Đan
- Hồi 93: Cung Vị Ương, Hàn Tín bị chém
- Hồi 94: Lục Giả lập mưu điều Khoái Triệt
- Hồi 95: Lạc Dương, Loan Bố khóc Bành Việt
- Hồi 96: Hoài Nam vương Anh Bố phản Hán
- Hồi 97: Bốn lão giúp định ngôi thái tử
- Hồi 98: Hán đế phong Triệu vương Như Ý
- Hồi 99: Cao đế chịu bệnh cung Trường Lạc
- Hồi 100: Lã thái hậu mưu giết công thần
- Hồi 101: Hán Huệ đế ngồi hưởng thái bình

## Nhân vật
| (Những nhân vật chữ nghiêng từ Sở sang theo Hán) - Lưu Bang - Trương Lương - Tiêu Hà - Hàn Tín - Trần Bình - Bành Việt - Lư Quán - Hạ Hầu Anh - Phàn Khoái - Tào Tham | (Những nhân vật chữ nghiêng từng sang theo Hán) - Hạng Vũ - Phạm Tăng - Quý Bố - Anh Bố - Chương Hàm - Tư Mã Hân - Đổng Ế - Chung Ly Muội - Hạng Bá | - Trần Dư - Điền Hoành - Ngụy Báo - Trương Nhĩ |

## Bản dịch
Tại Việt Nam, Tây Hán diễn nghĩa được dịch và xuất bản lần đầu vào năm 1908 qua bản dịch của Nguyễn Chánh Sắt. Đặt tựa là Tây Hớn diễn nghĩa do Sài Gòn xuất bản, được in lại vào những năm 1912 - 1915. Năm 1932, lại có một bản dịch Tây Hớn diễn nghĩa do Lê Xuân Lộc dịch, Hà Nội xuất bản. Cả hai bản dịch này đều không được tái bản lại và đã tuyệt bản.
Năm 1949, tại miền Bắc xuất hiện bản dịch Tây Hán chí (Hán Sở tranh hùng) do La Thần phiên dịch, được NXB Ngày Mai ấn hành, dịch và phóng tác thành 50 hồi, không đề tên tác giả. Sau 70 năm, năm 2019 đã được tái bản bởi Trithuctrebooks (Công ty TNHH Sách và Truyền thông Việt Nam), đề tên tác giả là Chân Vĩ.
Năm 1951, xuất hiện một bản dịch với tựa đề Tây Hớn diễn nghĩa bởi Tín Đức Thư Xã, chia làm ba cuốn. Bản dịch này được dịch bởi dịch giả Thanh Phong, không ghi tên tác giả, nội dung nguyên vẹn nhưng chỉ bao gồm 100 hồi. Bản dịch này từng được Nhà xuất bản tổng hợp Đồng Tháp tái bản năm 1991.
Năm 1978, một bản dịch tại Hoa Kỳ được xuất bản bởi Zieleks với tựa đề Hán Sở tranh hùng (Tây Hán Chí). Bản dịch đề tên dịch giả Mộng Bình Sơn. Bản dịch (thực chất là bản phóng tác của dịch giả) chia lại làm 48 hồi, cắt bỏ hoàn toàn 7 hồi đầu cũng như nhiều phần khác của tiểu thuyết ban đầu. Tên hồi cũng từ một câu 7 chữ chuyển thành một bộ câu đối. Bản dịch này sau đó được xuất bản tại Việt Nam vào năm 1989 bởi Nhà xuất bản Trẻ. Sau đó bản dịch này được tái bản nhiều lần bởi Nhà xuất bản Văn học với tựa đề Hán Sở tranh hùng, mục tác giả ghi là Mộng Bình Sơn. Có một bản in năm 2003 tựa là Tây Hán diễn nghĩa - Sở Hán tranh hùng, mục tác giả ghi là Khuyết danh, Nhà xuất bản Thanh Hóa. Đến bản Hán Sở tranh hùng tái bản tháng 1 năm 2019, Nhà xuất bản Văn học đề tên tác giả là Chân Vĩ, dịch giả Mộng Bình Sơn.
Năm 2019, Đông A và Nhà xuất bản Văn học liên kết ấn hành Hán Sở diễn nghĩa, được dịch giả Châu Hải Đường dịch đầy đủ 101 hồi từ nguyên bản tiếng Hán Tây Hán diễn nghĩa, đề tên là Chung Sơn cư sĩ Chân Vĩ.